# Cazadero (San Juan del Río)
Cazadero o El Cazadero es una localidad del  municipio de San Juan del Río, en el estado de Querétaro, México.

## Demografía
El Censo de Población y Vivienda 2010 arrojó una población de 3,401 habitantes, lo que corresponde al 1.40% de la población municipal.

## Geografía
Se localiza en la zona oriente del municipio de San Juan del Río en los límites con el estado de Hidalgo a 19 kilómetros de la cabecera municipal en las coordenadas 20°18'05" de latitud norte y 99°52'15" de longitud oeste, a una altitud de 2242 metros sobre el nivel del mar.
- Datos: Q65032691